# Estación de Arentim
La Estación Ferroviaria de Arentim, igualmente conocida como Estación de Arentim, es una plataforma del Ramal de Braga, que sirve la localidad de Arentim, en el Ayuntamiento de Braga, en Portugal.

## Características
Se encuentra en la Avenida de la Estación, junto a la localidad de Arentim.
En 2010, poseía 2 vías de circulación, ambas con 776 metros de longitud; las plataformas presentaban ambas 220 metros de extensión y 90 centímetros de altura.
En agosto de 2010, esta plataforma era utilizada por servicios Urbanos de la división de Urbanos de Porto de la operadora Comboios de Portugal.